# Vickers Swallow
El Vickers Swallow fue un proyecto de avión supersónico dirigido por Barnes Wallis, que trabajaba en la compañía aeronáutica británica Vickers-Armstrongs. Era un aerodino controlado por las alas, controlado en vuelo por el movimiento de todo el ala, y fue el sucesor supersónico del proyecto Wild Goose.
Se construyeron y volaron varios vehículos pilotados a distancia con fines de investigación, además de para realizar pruebas en tierra de modelos estáticos. Se imaginó un avión conceptual a escala real como avión de pasajeros de larga distancia y, más tarde, como un posible sucesor supersónico del Vickers Valiant, un bombardero V subsónico que entonces estaba en servicio en la Real Fuerza Aérea. El proyecto fue cancelado en 1957 tras la retirada del apoyo gubernamental.

## Desarrollo
En los años posteriores a la Segunda Guerra Mundial, hubo un interés significativo en desarrollar una nueva generación de diseños de aeronaves basados en el conocimiento adquirido durante el conflicto. El ingeniero e inventor británico Barnes Wallis, empleado durante muchos años de la compañía aeronáutica Vickers-Armstrongs, mostró especial interés en el campo de las alas de geometría variable y en el potencial de los diseños de alas avanzados. Durante estos trabajos, Wallis concibió un avión que carecía de características convencionales, como un estabilizador vertical y un timón, y que en su lugar utilizaba el movimiento de alas de geometría variable como su principal medio de control de vuelo.
El concepto de Wallis atrajo el interés del gobierno británico; el Ministerio de Abastecimiento y el Ministerio de Defensa organizaron conjuntamente una serie de pruebas para demostrar la aplicación de la tecnología en proyectiles, tanto en fines de investigación como de una potencial forma de defensa antiaérea; mientras Wallis trabajaba en este programa de investigación, continuó promoviendo el concepto de un avión tripulado de geometría variable.
A partir de estas investigaciones, Wallis produjo un nuevo diseño de avión, equipado con una configuración de ala en delta móvil y relativamente grande en comparación con los aviones de larga distancia tradicionales de la época. Comúnmente fue conocido con el nombre de Swallow (Golondrina). Para el Swallow de tamaño real se imaginaron múltiples roles. Inicialmente se consideró que era adecuado para un avión de pasajeros de muy larga distancia; las proyecciones de su alcance habrían permitido cubrir una ruta sin escalas entre el Reino Unido y Australia. Más tarde, el Swallow fue visto cada vez más como un posible sucesor supersónico del subsónico Vickers Valiant, uno de los bombarderos V de la RAF.
Durante 1951, el Ministerio de Abastecimiento emitió la Especificación ER.110T, que solicitaba un avión de geometría variable pilotado que fuera adecuado para realizar vuelos de investigación; sin embargo, la ER.110T sería cancelada sin que se hubiera realizado ningún pedido debido a otras demandas operativas urgentes. Por aquella época, se presentó otra oportunidad para un diseño de geometría variable en forma de la Especificación OR.330, que solicitaba un avión supersónico de reconocimiento aéreo/bombardero estratégico para la Real Fuerza Aérea (RAF).
En el verano de 1956, ya se habían probado una serie de modelos volantes y se habían recopilado datos de las pruebas de vuelo; según se informa, esta información había resuelto todos los problemas técnicos del Swallow; sin embargo, en ese momento, el interés del gobierno estaba desapareciendo a la luz de otros compromisos. Vickers no fue capaz de financiar de forma independiente su desarrollo hasta convertirlo en un avión de tamaño real. Durante junio de 1957, el Ministerio retiró la financiación al proyecto; en consecuencia, los trabajos formales en el mismo cesaron ese mismo año.
A pesar de la rescisión, el Swallow continuó atrayendo la atención internacional. A finales de 1958, los esfuerzos de investigación se reanudaron temporalmente mediante la cooperación con el Programa de Desarrollo Mutuo de Armas de la OTAN, en virtud del cual toda la investigación de geometría variable de Wallis se compartió con los estadounidenses. Según el autor de aviación James R. Hansen, el ingeniero aeroespacial estadounidense John Stack estaba entusiasmado con el concepto, al igual que numerosos ingenieros de la NASA; sin embargo, el Departamento de Defensa de los Estados Unidos se opuso a comprometer recursos en el proyecto. Las investigaciones sobre el Swallow produjeron varias configuraciones nuevas destinadas a mejorar aspectos de su rendimiento; algunas implicaron la adopción de una sección de cola plegable compacta, canards, un fuselaje expandido y motores reposicionados. Aunque el concepto atrajo la atención de la Armada de los Estados Unidos, los programas competidores, como el transporte supersónico (SST), no llevaron a que se asumiera ningún compromiso, por lo que Swallow no fue más allá.